# Notiophilus semistriatus
Notiophilus semistriatus es una especie de escarabajo del género Notiophilus, familia Carabidae. Fue descrita científicamente por Say en 1823.
Esta especie habita en el Holártico, se puede encontrar en los Estados Unidos, Canadá, Rusia, Alaska. También en la isla de Sajalín.
Mide 4.7-5.4 mm. Se puede encontrar en sitios y lugares abiertos como en claros de bosques, bordes y en terrenos baldíos.